# Eugênio de Barros Raja Gabaglia
Eugênio de Barros Raja Gabaglia (Niterói, 14 de setembro de 1862 — 25 de março de 1919) foi um matemático e professor brasileiro.

## Biografia
Filho do professor Giácomo Raja Gabaglia e de sua esposa, Maria de Natividade Bandeira de Mello Barros, filha do desembargador João Fernandes Barros e irmã do Barão de Sobral.
Iniciou os seus estudos em Sobral, sob a direção de Andrade Pessoa. Ingressou posteriormente no Colégio São Francisco de Paula, no Rio de Janeiro, sob a direção do Cônego Belmonte, onde foi colega do poeta Olavo Bilac. Em 1880 matriculou-se na Escola Politécnica do Rio de Janeiro (atual Faculdade de Engenharia da Universidade Federal do Rio de Janeiro), graduando-se em todos os cursos ali lecionados à época: Engenheiro Geógrafo, Engenheiro Civil, Engenheiro de Minas e Bacharel em Ciências Físicas e Matemáticas. Além disso era versado em Francês, Inglês, Italiano, Espanhol, Latim e Alemão.
Ainda estudante, estreou no magistério lecionando Matemática no curso regular na própria Escola Politécnica. Em 1896, ainda na Escola Politécnica, assumiu as cátedras de Direito, Economia Política e Portos de Mar. Foi professor substituto de Matemática e de História no Colégio Pedro II, tendo vindo a dirigir o externato e o internato no período de Novembro de 1912 a 1914. Ao longo de sua carreira foi professor catedrático das cadeiras de Matemática Elementar, História Natural, Economia Política, Geografia, Mecânica e Astronomia em várias instituições de renome na então capital brasileira, como por exemplo, o Instituto Bernardo de Vasconcellos, o Externato Aquino, a Escola Normal da Corte, o Colégio Militar do Rio de Janeiro, a Escola Naval. Nesta última ocupou as cadeiras de Cálculo Infinitesimal e de Geometria Analítica.
Integrou várias comissões de Engenharia, com destaque para a de construção de Belo Horizonte (1894), cuja administração municipal mais tarde viria a homenageá-lo batizando com seu nome uma das principais vias da cidade.
Exerceu o cargo de Diretor da Repartição de Obras Hidráulicas e Construções Civis do Ministério da Marinha. Foi diretor do Montepio dos Servidores do Estado, membro do conselho diretor do Clube de Engenharia do Rio de Janeiro, membro da Academia Brasileira de Ciências e membro fundador da "Comissão Internacional de Instrução Matemática", em 1908.
Em 1912 viajou para a Inglaterra para participar, como delegado do Brasil, no V Congresso Internacional de Matemática. Nessa qualidade, afirmou, à época, que o seu país tinha interesse "no aperfeiçoamento da organização do ensino de Matemática". Na mesma ocasião comprometeu-se a entregar ao comitê central, em reunião posterior, "um estudo completo sobre o conjunto dos estabelecimentos que fornecem ensino matemático no Brasil". O relatório brasileiro jamais foi entregue e estudos posteriores demonstram que, por intermédio de Raja Gabaglia, nada foi apropriado e trazido para o Brasil das discussões internacionais. Uma das hipóteses levantada é a de que o professor brasileiro esteve no Congresso em missão diplomática, pouco ou nada participando dos debates relativos às propostas de reforma internacional do ensino da Matemática.
Foi autor de várias obras e trabalhos didáticos, tendo traduzido para a língua portuguesa diversas obras. Entre as suas traduções, destaca-se a coleção didática de F.I.C., publicada no Brasil pela Livraria Garnier. Deixou dez volumes sobre Aritmética, Álgebra, Geometria, Trigonometria, Cosmografia, Agrimensura, Mecânica, além de uma coletânea de "Tabelas logarítmicas e trigonométricas para cálculos aproximados".
Desposou a sua prima D. Ana Luísa Bandeira de Melo, filha do jurista e conselheiro João Capistrano Bandeira de Melo. Dessa união nasceram:
- Fernando Antônio (advogado e professor de Geografia do Colégio Pedro II);
- Antônio Carlos (Almirante);
- Mário (Médico);
- Edgar (Engenheiro, que desposou Laura Pessoa, filha de Epitácio Pessoa);
- João Capistrano (Médico, advogado e professor de Geografia);
- Carmem (desposada pelo filho do imortal João Ribeiro.

## Obra
- Elementos de Álgebra
- Elementos de Cosmographia
- Elementos de Geometria
- Geometria Projectiva